# Associazione Calcio Novara 1961-1962
Questa voce raccoglie le informazioni riguardanti l'Associazione Calcio Novara nelle competizioni ufficiali della stagione 1961-1962.

## Stagione
Nella stagione 1961-1962 il Novara disputò il diciannovesimo campionato di Serie B della sua storia. Al termine del torneo fu retrocesso in C per illecito sportivo.

## Divise
| 1ª divisa | 2ª divisa |

## Organigramma societario
Area direttiva
- Presidente: Francesco Plodari

Area tecnica
- Direttore tecnico: Luciano Marmo
- Allenatore: Carlo Facchini, poi Evaristo Barrera (dal 24 marzo 1962)[1], infine Imre Senkey (dal 17 aprile 1962)[2]

## Rosa
| N. |                   | Ruolo | Calciatore            |
| -- | ----------------- | ----- | --------------------- |
|    | Italia (bandiera) | P     | Bruno Fornasaro       |
|    | Italia (bandiera) | P     | Fausto Lena           |
|    | Italia (bandiera) | D     | Pietro Lomazzi        |
|    | Italia (bandiera) | D     | Giorgio Miazza        |
|    | Italia (bandiera) | D     | Roberto Ranghino      |
|    | Italia (bandiera) | D     | Carlo Soldo           |
|    | Italia (bandiera) | C     | Ambrogio Baira        |
|    | Italia (bandiera) | C     | Bruno Canto           |
|    | Italia (bandiera) | C     | Egidio Fumagalli      |
|    | Italia (bandiera) | C     | Luigi Giannini (II)   |
|    | Italia (bandiera) | C     | Gianni Molinari       |
|    | Italia (bandiera) | C     | Giambattista Moschino |

| N. |                   | Ruolo | Calciatore              |
| -- | ----------------- | ----- | ----------------------- |
|    | Italia (bandiera) | C     | Celestino Testa         |
|    | Italia (bandiera) | C     | Giovanni Udovicich      |
|    | Italia (bandiera) | C     | Giovanni Sanna          |
|    | Italia (bandiera) | A     | Pier Antonio Brasi      |
|    | Italia (bandiera) | A     | Giambattista Galimberti |
|    | Italia (bandiera) | A     | Fulvio Macchi           |
|    | Italia (bandiera) | A     | Clemente Mattei         |
|    | Italia (bandiera) | A     | Paolo Mentani           |
|    | Italia (bandiera) | A     | Gianmario Micheletti    |
|    | Italia (bandiera) | A     | Angelo Montenovo        |
|    | Italia (bandiera) | A     | Carlo Piccioni          |
|    | Italia (bandiera) | A     | Pierluigi Zeno          |

## Risultati

### Serie B

#### Girone di andata
| Arbitro: | Ferrari (Milano) |

|              |           |  |
| Fraschini 4’ | Marcatori |  |

| Arbitro: | Cirone (Palermo) |

|                          |           |  |
| De Paoli 16’ Bettoni 29’ | Marcatori |  |

| Arbitro: | Varazzani (Parma) |

|  |           |                    |
|  | Marcatori | 9’, 84’ Cappellaro |

| Novara 24 settembre 1961 | Novara             | 0 – 0 | Como | Stadio Comunale\| Arbitro: \| Sebastio (Taranto) \| |
| Arbitro:                 | Sebastio (Taranto) |       |      |                                                     |

| Arbitro: | Barolo (Venezia) |

|             |           |  |
| Vetrano 33’ | Marcatori |  |

| Arbitro: | Caporali (Cremona) |

|                                     |           |                         |
| Fumagalli 9’ Mentani 34’ Mattei 46’ | Marcatori | 62’ Rambone 63’ Bagnoli |

| Arbitro: | Orlando (Bergamo) |

|                             |           |           |
| Mentani 24’, 44’ Mattei 78’ | Marcatori | 81’ Lenzi |

| Arbitro: | Gioggi (Roma) |

|               |           |  |
| Rondanini 75’ | Marcatori |  |

| Arbitro: | Bernardis (Trieste) |

|  |           |             |
|  | Marcatori | 83’ Facchin |

| Arbitro: | Ferrari (Milano) |

|                      |           |  |
| Fongaro 28’ Bean 42’ | Marcatori |  |

| Arbitro: | De Robbio (Torre Annunziata) |

|                                  |           |  |
| Fumagalli 26’, 47’ Montenovo 42’ | Marcatori |  |

| Arbitro: | Varazzani (Parma) |

|                    |           |                           |
| Pirovano 6’ (rig.) | Marcatori | 56’ Montenovo 79’ Mentani |

| Arbitro: | Rimoldi (Milano) |

|  |           |                             |
|  | Marcatori | 40’ Macor 88’ Lavoratornovo |

| Arbitro: | Cirone (Palermo) |

|                             |           |             |
| Sanna 44’ (aut.) Morosi 72’ | Marcatori | 71’ Mentani |

| Arbitro: | Grignani (Milano) |

|                        |           |                          |
| Mentani 55’ Miazza 84’ | Marcatori | 1’ Ciccolo I 64’ Calloni |

| Arbitro: | Carminati (Milano) |

|             |           |                 |
| Morrone 11’ | Marcatori | 26’ (rig.) Zeno |

| Arbitro: | Ferrari (Milano) |

|                             |           |                                      |
| Meregalli 10’ Tomassoni 80’ | Marcatori | 14’ Mentani 30’ Brasi 67’ Micheletti |

| Arbitro: | Righi (Milano) |

|                                              |           |                  |
| Baccari 21’ (aut.) Mentani 52’ Montenovo 72’ | Marcatori | 10’ (aut.) Soldo |

| Arbitro: | Rancher (Roma) |

|                                 |           |                       |
| Galtarossa 60’ Rizza 65’ (rig.) | Marcatori | 35’ Mentani 78’ Testa |

#### Girone di ritorno
| Arbitro: | Genel (Trieste) |

|                           |           |              |
| Montenovo 73’ Mentani 77’ | Marcatori | 8’ Gilardoni |

| Arbitro: | Sbardella (Roma) |

|                      |           |          |
| Zeno 32’ (rig.), 65’ | Marcatori | 5’ Turra |

| Arbitro: | Rancher (Roma) |

|                       |           |  |
| Bettini 12’ Rizzo 78’ | Marcatori |  |

| Arbitro: | Angelini (Firenze) |

|                  |           |             |
| Stefanini II 26’ | Marcatori | 24’ Mentani |

| Novara 25 febbraio 1962 | Novara             | 0 – 0 | Modena | Stadio Comunale\| Arbitro: \| Sebastio (Taranto) \| |
| Arbitro:                | Sebastio (Taranto) |       |        |                                                     |

| Arbitro: | Carminati (Milano) |

|                        |           |                                  |
| Florio 51’ Bagnoli 68’ | Marcatori | 22’ (rig.) Montenovo 85’ Mentani |

| Arbitro: | Angelini (Firenze) |

|            |           |  |
| Novali 41’ | Marcatori |  |

| Novara 18 marzo 1962 | Novara        | 0 – 0 | Pro Patria | Stadio Comunale\| Arbitro: \| Leita (Udine) \| |
| Arbitro:             | Leita (Udine) |       |            |                                                |

| Arbitro: | De Robbio (Torre Annunziata) |

|                            |           |               |
| Facchin 20’ Traspedini 59’ | Marcatori | 80’ Montenovo |

| Novara 1º aprile 1962 | Novara           | 0 – 0 | Genoa | Stadio Comunale\| Arbitro: \| Cirone (Palermo) \| |
| Arbitro:              | Cirone (Palermo) |       |       |                                                   |

| Arbitro: | Sbardella (Roma) |

|                               |           |  |
| Clerici 26’ Mannucci 47’, 71’ | Marcatori |  |

| Novara 15 aprile 1962 | Novara             | 0 – 0 | Verona | Stadio Comunale\| Arbitro: \| Campanati (Milano) \| |
| Arbitro:              | Campanati (Milano) |       |        |                                                     |

| Arbitro: | Caporali (Cremona) |

|               |           |              |
| Ruffinoni 23’ | Marcatori | 55’ Moschino |

| Novara 29 aprile 1962 | Novara                | 0 – 0 | Reggiana | Stadio Comunale\| Arbitro: \| De Marchi (Pordenone) \| |
| Arbitro:              | De Marchi (Pordenone) |       |          |                                                        |

| Arbitro: | Samani (Trieste) |

|  |           |           |
|  | Marcatori | 81’ Brasi |

| Arbitro: | Roversi (Bologna) |

|            |           |  |
| Macchi 21’ | Marcatori |  |

| Arbitro: | Ferrari (Milano) |

|           |           |  |
| Brasi 14’ | Marcatori |  |

| Arbitro: | Roversi (Bologna) |

|                               |           |                 |
| Cicogna 50’ Catalano 75’, 83’ | Marcatori | 86’ (rig.) Zeno |

| Arbitro: | Di Tonno (Lecce) |

|                 |           |  |
| Giannini II 14’ | Marcatori |  |

### Coppa Italia

#### Primo turno eliminatorio
| Arbitro: | Palazzo (Palermo) |

|  |           |              |
|  | Marcatori | 104’ Mentani |

#### Secondo turno eliminatorio
| Arbitro: | Babini (Ravenna) |

|                           |           |  |
| Fumagalli 17’ Mentani 33’ | Marcatori |  |

#### Ottavi di finale
| Arbitro: | Varazzani (Parma) |

|              |           |                                |
| Humberto 80’ | Marcatori | 80’ Fumagalli 111’ (rig.) Zeno |

#### Quarti di finale
| Arbitro: | Francescon (Padova) |

|                                    |           |              |
| Micheli 38’ Waldner 40’ Massei 56’ | Marcatori | 5’ Fumagalli |

## Statistiche

### Statistiche di squadra
| Competizione | Punti | In casa | In casa | In casa | In casa | In casa | In casa | In trasferta | In trasferta | In trasferta | In trasferta | In trasferta | In trasferta | Totale | Totale | Totale | Totale | Totale | Totale | DR |
| Competizione | Punti | G       | V       | N       | P       | Gf      | Gs      | G            | V            | N            | P            | Gf           | Gs           | G      | V      | N      | P      | Gf     | Gs     | DR |
| ------------ | ----- | ------- | ------- | ------- | ------- | ------- | ------- | ------------ | ------------ | ------------ | ------------ | ------------ | ------------ | ------ | ------ | ------ | ------ | ------ | ------ | -- |
| Serie B      | 36    | 19      | 9       | 7       | 3       | 21      | 13      | 19           | 3            | 5            | 11           | 16           | 30           | 38     | 12     | 12     | 14     | 37     | 43     | -6 |
| Coppa Italia |       | 1       | 1       | 0       | 0       | 2       | 0       | 3            | 2            | 0            | 1            | 4            | 4            | 4      | 3      | 0      | 1      | 6      | 4      | +2 |
| Totale       | -     | 20      | 10      | 7       | 3       | 23      | 13      | 22           | 5            | 5            | 12           | 20           | 34           | 42     | 15     | 12     | 15     | 43     | 47     | -4 |

### Statistiche dei giocatori[5]
| Giocatore        | Serie B  | Serie B | Coppa Italia | Coppa Italia | Totale   | Totale |
| Giocatore        | Presenze | Reti    | Presenze     | Reti         | Presenze | Reti   |
| ---------------- | -------- | ------- | ------------ | ------------ | -------- | ------ |
| A. Baira         | 31       | 0       | 1            | 0            | 32       | 0      |
| Beretta          | -        | -       | 1            | 0            | 1        | 0      |
| P.A. Brasi       | 11       | 3       | 2            | 0            | 13       | 3      |
| B. Canto         | 10       | 0       | 3            | 0            | 13       | 0      |
| B. Fornasaro     | 29       | -31     | 1            | 0            | 30       | -31    |
| E. Fumagalli     | 21       | 3       | 4            | 3            | 25       | 6      |
| G. Galimberti    | 1        | 0       | -            | -            | 1        | 0      |
| Gallini          | -        | -       | 1            | 0            | 1        | 0      |
| L. Giannini (II) | 6        | 1       | -            | -            | 6        | 1      |
| F. Lena          | 9        | -12     | 4            | -4           | 13       | -16    |
| P. Lomazzi       | 5        | 0       | 3            | 0            | 8        | 0      |
| F. Macchi        | 5        | 1       | 2            | 0            | 7        | 1      |
| C. Mattei        | 18       | 2       | 3            | 0            | 21       | 2      |
| P. Mentani       | 36       | 12      | 2            | 2            | 38       | 14     |
| G. Miazza        | 37       | 1       | 2            | 0            | 39       | 1      |
| G. Micheletti    | 8        | 1       | -            | -            | 8        | 1      |
| Moderiano        | -        | -       | 1            | 0            | 1        | 0      |
| G. Molinari      | 17       | 0       | 2            | 0            | 19       | 0      |
| A. Montenovo     | 19       | 6       | -            | -            | 19       | 6      |
| G. Moschino      | 15       | 1       | -            | -            | 15       | 1      |
| Nicastro         | -        | -       | 1            | 0            | 1        | 0      |
| C. Piccioni      | 4        | 0       | 1            | 0            | 5        | 0      |
| R. Ranghino      | 2        | 0       | -            | -            | 2        | 0      |
| G. Sanna         | 19       | 0       | 3            | 0            | 22       | 0      |
| C. Soldo         | 23       | 0       | 1            | 0            | 24       | 0      |
| C. Testa         | 27       | 1       | 2            | 0            | 29       | 1      |
| G. Udovicich     | 37       | 0       | 4            | 0            | 41       | 0      |
| P. Zeno          | 28       | 4       | 2            | 1            | 30       | 5      |